# Scatola a guanti

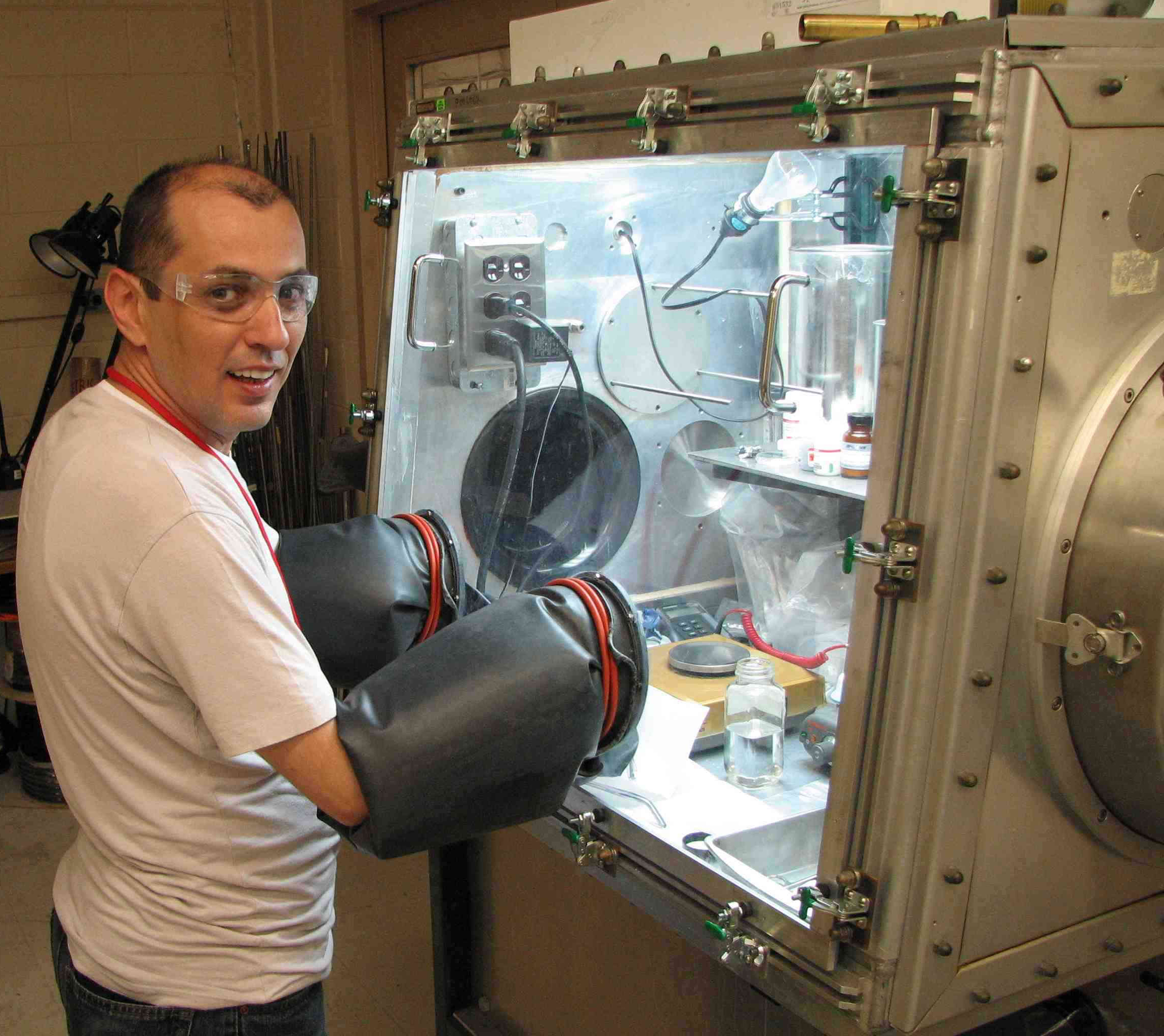
Manipolazione di sostanze in atmosfera inerte di azoto

Una scatola a guanti (in inglese glovebox) è un contenitore sigillato, appositamente progettato e costruito per manipolare strumenti e sostanze in un ambiente confinato e completamente separato da quello in cui si trova l'operatore. Due guanti lunghi e robusti permettono all'operatore di effettuare le manipolazioni necessarie senza venire fisicamente in contatto con gli oggetti. Grazie a un apposito sistema di doppie guarnizioni è generalmente possibile sostituire i guanti mantenendo il confinamento.
Esistono vari tipi di scatole a guanti che permettono:
- la manipolazione in sicurezza di sostanze che emettono radiazioni scarsamente penetranti (ad esempio plutonio)[2]; in tal caso i guanti e i vetri sono al piombo e le pareti sono adeguatamente schermate;
- la manipolazione di sostanze in atmosfera inerte di azoto o argon;
- la manipolazione sotto alto vuoto.

L'isolamento nella scatola a guanti è garantito da una differenza di pressione rispetto all'ambiente esterno che viene mantenuta attraverso un sistema di ventilazione forzato.La tenuta è garantita anche da un sistema di guarnizioni, mentre l'aria in uscita dal sistema di ventilazione viene sottoposta a filtrazione.